# Олд, Фергюс
Фергюс Олд (англ. Fergus Auld; род. 1973, Эдинбург) — британский дипломат. Посол Великобритании в Азербайджане (с 2022).

## Биография
Родился в 1973 году в Эдинбурге.
С 1999 года начал работать в МИД Великобритании.
С 1999 по 2000 год работал в отделе МИД Великобритании по нераспространению ядерного оружия.
С 2000 по 2002 год прошёл курсы по тайскому языку.
С 2002 по 2005 год являлся вторым секретарём посольства Великобритании в Таиланде по работе с прессой и связям с общественностью.
Осуществлял координацию предоставления помощи Великобритании Таиланду при землетрясении 2004 года.
С 2006 по 2008 год работал в отделе МИД Великобритании по изменению климата и энергетике.
С 2008 по 2011 год являлся главой отдела изменения климата и энергетики, первым секретарём посольства Великобритании в Индии.
В 2011 году прошёл курсы по русскому языку.
С 2011 по 2014 год являлся политическим советником (Москва).
С 2014 по 2015 год являлся начальником отдела по борьбе с международным экстремизмом МИД Великобритании.
С 2015 по 2017 год являлся начальником отдела талантов, многообразия, обучения и развития МИД Великобритании.
С 2017 по 2021 год являлся главой департамента Южной Азии и координатором по Индии МИД Великобритании.
С 2021 по 2022 год прошёл курсы по азербайджанскому языку.
Посол Великобритании в Азербайджане (с 10 октября 2022).